# 2018-as Formula–1 magyar nagydíj
A magyar nagydíj volt a 2018-as Formula–1 világbajnokság tizenkettedik futama, amelyet 2018. július 27. és július 29. között rendeztek meg a Hungaroringen, Mogyoródon.

## Választható keverékek
| Abroncs           | Friss | Használt |
| ----------------- | ----- | -------- |
| Közepes keverék   |       |          |
| Lágy keverék      |       |          |
| Ultralágy keverék |       |          |
| Átmeneti esőgumi  |       |          |
| Teljes esőgumi    |       |          |

## Szabadedzések

### Első szabadedzés
A magyar nagydíj első szabadedzését július 27-én, pénteken délelőtt tartották.
| helyezés | versenyző          | csapat/motor         | elért idő | különbség | futott kör |
| -------- | ------------------ | -------------------- | --------- | --------- | ---------- |
| 1        | Daniel Ricciardo   | Red Bull-TAG Heuer   | 1:17,613  | −         | 30         |
| 2        | Sebastian Vettel   | Ferrari              | 1:17,692  | +0,079    | 24         |
| 3        | Max Verstappen     | Red Bull-TAG Heuer   | 1:17,701  | +0,088    | 29         |
| 4        | Kimi Räikkönen     | Ferrari              | 1:17,948  | +0,335    | 23         |
| 5        | Lewis Hamilton     | Mercedes             | 1:18,036  | +0,423    | 28         |
| 6        | Valtteri Bottas    | Mercedes             | 1:18,470  | +0,857    | 20         |
| 7        | Romain Grosjean    | Haas-Ferrari         | 1:18,975  | +1,362    | 17         |
| 8        | Nico Hülkenberg    | Renault              | 1:19,025  | +1,412    | 14         |
| 9        | Carlos Sainz Jr.   | Renault              | 1:19,128  | +1,515    | 32         |
| 10       | Kevin Magnussen    | Haas-Ferrari         | 1:19,187  | +1,574    | 29         |
| 11       | Pierre Gasly       | Toro Rosso-Honda     | 1:19,352  | +1,739    | 30         |
| 12       | Fernando Alonso    | McLaren-Renault      | 1:19,690  | +2,077    | 24         |
| 13       | Brendon Hartley    | Toro Rosso-Honda     | 1:19,841  | +2,228    | 32         |
| 14       | Lance Stroll       | Williams-Mercedes    | 1:20,012  | +2,399    | 33         |
| 15       | Esteban Ocon       | Force India-Mercedes | 1:20,065  | +2,452    | 30         |
| 16       | Stoffel Vandoorne  | McLaren-Renault      | 1:20,151  | +2,538    | 28         |
| 17       | Sergio Pérez       | Force India-Mercedes | 1:20,159  | +2,546    | 27         |
| 18       | Antonio Giovinazzi | Sauber-Ferrari       | 1:20,293  | +2,680    | 31         |
| 19       | Szergej Szirotkin  | Williams-Mercedes    | 1:20,307  | +2,694    | 28         |
| 20       | Marcus Ericsson    | Sauber-Ferrari       | 1:20,697  | +3,084    | 12         |

### Második szabadedzés
A magyar nagydíj második szabadedzését július 27-én, pénteken délután tartották.
| helyezés | versenyző         | csapat/motor         | elért idő | különbség | futott kör |
| -------- | ----------------- | -------------------- | --------- | --------- | ---------- |
| 1        | Sebastian Vettel  | Ferrari              | 1:16,834  | −         | 45         |
| 2        | Max Verstappen    | Red Bull-TAG Heuer   | 1:16,908  | +0,074    | 35         |
| 3        | Daniel Ricciardo  | Red Bull-TAG Heuer   | 1:17,061  | +0,227    | 36         |
| 4        | Kimi Räikkönen    | Ferrari              | 1:17,153  | +0,319    | 40         |
| 5        | Lewis Hamilton    | Mercedes             | 1:17,587  | +0,753    | 43         |
| 6        | Valtteri Bottas   | Mercedes             | 1:17,868  | +1,034    | 46         |
| 7        | Romain Grosjean   | Haas-Ferrari         | 1:18,065  | +1,231    | 39         |
| 8        | Carlos Sainz Jr.  | Renault              | 1:18,495  | +1,661    | 38         |
| 9        | Pierre Gasly      | Toro Rosso-Honda     | 1:18,518  | +1,684    | 43         |
| 10       | Esteban Ocon      | Force India-Mercedes | 1:18,761  | +1,927    | 41         |
| 11       | Sergio Pérez      | Force India-Mercedes | 1:18,850  | +2,016    | 42         |
| 12       | Fernando Alonso   | McLaren-Renault      | 1:18,857  | +2,023    | 38         |
| 13       | Kevin Magnussen   | Haas-Ferrari         | 1:18,880  | +2,046    | 35         |
| 14       | Nico Hülkenberg   | Renault              | 1:18,913  | +2,079    | 23         |
| 15       | Brendon Hartley   | Toro Rosso-Honda     | 1:18,916  | +2,082    | 41         |
| 16       | Marcus Ericsson   | Sauber-Ferrari       | 1:19,043  | +2,209    | 42         |
| 17       | Charles Leclerc   | Sauber-Ferrari       | 1:19,137  | +2,303    | 38         |
| 18       | Lance Stroll      | Williams-Mercedes    | 1:19,645  | +2,811    | 45         |
| 19       | Stoffel Vandoorne | McLaren-Renault      | 1:19,712  | +2,878    | 38         |
| 20       | Szergej Szirotkin | Williams-Mercedes    | 1:19,770  | +2,936    | 45         |

### Harmadik szabadedzés
A magyar nagydíj harmadik szabadedzését július 28-án, szombaton délelőtt tartották.
| helyezés | versenyző         | csapat/motor         | elért idő | különbség | futott kör |
| -------- | ----------------- | -------------------- | --------- | --------- | ---------- |
| 1        | Sebastian Vettel  | Ferrari              | 1:16,170  | −         | 16         |
| 2        | Valtteri Bottas   | Mercedes             | 1:16,229  | +0,059    | 17         |
| 3        | Kimi Räikkönen    | Ferrari              | 1:16,373  | +0,203    | 16         |
| 4        | Lewis Hamilton    | Mercedes             | 1:16,749  | +0,579    | 17         |
| 5        | Daniel Ricciardo  | Red Bull-TAG Heuer   | 1:16,803  | +0,633    | 11         |
| 6        | Max Verstappen    | Red Bull-TAG Heuer   | 1:16,946  | +0,776    | 14         |
| 7        | Carlos Sainz Jr.  | Renault              | 1:17,754  | +1,584    | 17         |
| 8        | Nico Hülkenberg   | Renault              | 1:18,083  | +1,913    | 18         |
| 9        | Romain Grosjean   | Haas-Ferrari         | 1:18,084  | +1,914    | 19         |
| 10       | Pierre Gasly      | Toro Rosso-Honda     | 1:18,139  | +1,969    | 22         |
| 11       | Kevin Magnussen   | Haas-Ferrari         | 1:18,230  | +2,060    | 17         |
| 12       | Brendon Hartley   | Toro Rosso-Honda     | 1:18,252  | +2,082    | 19         |
| 13       | Charles Leclerc   | Sauber-Ferrari       | 1:18,376  | +2,206    | 19         |
| 14       | Fernando Alonso   | McLaren-Renault      | 1:18,467  | +2,297    | 15         |
| 15       | Esteban Ocon      | Force India-Mercedes | 1:18,512  | +2,342    | 20         |
| 16       | Szergej Szirotkin | Williams-Mercedes    | 1:18,630  | +2,460    | 17         |
| 17       | Stoffel Vandoorne | McLaren-Renault      | 1:18,789  | +2,619    | 14         |
| 18       | Marcus Ericsson   | Sauber-Ferrari       | 1:18,842  | +2,672    | 18         |
| 19       | Sergio Pérez      | Force India-Mercedes | 1:18,962  | +2,792    | 18         |
| 20       | Lance Stroll      | Williams-Mercedes    | 1:19,132  | +2,962    | 20         |

## Időmérő edzés
A magyar nagydíj időmérő edzését július 28-án, szombaton délután futották, esős körülmények között.
| helyezés              | rajtszám | versenyző         | csapat/motor         | 1. rész  | 2. rész    | 3. rész  | rajthely   | futott kör |
| --------------------- | -------- | ----------------- | -------------------- | -------- | ---------- | -------- | ---------- | ---------- |
| 1                     | 44       | Lewis Hamilton    | Mercedes             | 1:17,419 | 1:31,242   | 1:35,658 | 1          | 26         |
| 2                     | 77       | Valtteri Bottas   | Mercedes             | 1:17,123 | 1:32,081   | 1:35,918 | 2          | 25         |
| 3                     | 7        | Kimi Räikkönen    | Ferrari              | 1:17,526 | 1:32,762   | 1:36,186 | 3          | 26         |
| 4                     | 5        | Sebastian Vettel  | Ferrari              | 1:16,666 | 1:28,636   | 1:36,210 | 4          | 24         |
| 5                     | 55       | Carlos Sainz Jr.  | Renault              | 1:17,829 | 1:30,771   | 1:36,743 | 5          | 25         |
| 6                     | 10       | Pierre Gasly      | Toro Rosso-Honda     | 1:18,577 | 1:31,286   | 1:37,591 | 6          | 25         |
| 7                     | 33       | Max Verstappen    | Red Bull-TAG Heuer   | 1:16,940 | 1:31,178   | 1:38,032 | 7          | 24         |
| 8                     | 28       | Brendon Hartley   | Toro Rosso-Honda     | 1:18,429 | 1:32,590   | 1:38,128 | 8          | 25         |
| 9                     | 20       | Kevin Magnussen   | Haas-Ferrari         | 1:18,314 | 1:32,968   | 1:39,858 | 9          | 24         |
| 10                    | 8        | Romain Grosjean   | Haas-Ferrari         | 1:17,901 | 1:33,650   | 1:40,593 | 10         | 24         |
| 11                    | 14       | Fernando Alonso   | McLaren-Renault      | 1:18,208 | 1:35,214   |          | 11         | 19         |
| 12                    | 3        | Daniel Ricciardo  | Red Bull-TAG Heuer   | 1:18,540 | 1:36,442   |          | 12         | 21         |
| 13                    | 27       | Nico Hülkenberg   | Renault              | 1:17,905 | 1:36,506   |          | 13         | 20         |
| 14                    | 9        | Marcus Ericsson   | Sauber-Ferrari       | 1:18,641 | 1:37,075   |          | 14         | 22         |
| 15                    | 18       | Lance Stroll      | Williams-Mercedes    | 1:18,560 | idő nélkül |          | boxutca[1] | 15         |
| 16                    | 2        | Stoffel Vandoorne | McLaren-Renault      | 1:18,782 |            |          | 15         | 11         |
| 17                    | 16       | Charles Leclerc   | Sauber-Ferrari       | 1:18,817 |            |          | 16         | 13         |
| 18                    | 31       | Esteban Ocon      | Force India-Mercedes | 1:19,142 |            |          | 17         | 12         |
| 19                    | 11       | Sergio Pérez      | Force India-Mercedes | 1:19,200 |            |          | 18         | 11         |
| 20                    | 35       | Szergej Szirotkin | Williams-Mercedes    | 1:19,301 |            |          | 19         | 12         |
| 107%-os idő: 1:22,032 |          |                   |                      |          |            |          |            |            |

Megjegyzés:
- ↑ 1:  — Lance Stroll az időmérő edzésen összetörte az első szárnyát, így egy korábbi változatot kellett felszerelni az autójára, ezzel megsértették a parc fermé szabályait, ezért a boxutcából kellett rajtolnia.[3]

## Futam
A magyar nagydíj futama július 29-én, vasárnap rajtolt.
| helyezés | rajtszám | versenyző         | csapat/motor         | futott kör | idő/kiesés oka | rajthely | abroncs | pont |
| -------- | -------- | ----------------- | -------------------- | ---------- | -------------- | -------- | ------- | ---- |
| 1        | 44       | Lewis Hamilton    | Mercedes             | 70         | 1:37:16,427    | 1        |         | 25   |
| 2        | 5        | Sebastian Vettel  | Ferrari              | 70         | +17,123        | 4        |         | 18   |
| 3        | 7        | Kimi Räikkönen    | Ferrari              | 70         | +20,101        | 3        |         | 15   |
| 4        | 3        | Daniel Ricciardo  | Red Bull-TAG Heuer   | 70         | +46,419        | 12       |         | 12   |
| 5        | 77       | Valtteri Bottas   | Mercedes             | 70         | +1:00,000[1]   | 2        |         | 10   |
| 6        | 10       | Pierre Gasly      | Toro Rosso-Honda     | 70         | +1:13,273      | 6        |         | 8    |
| 7        | 20       | Kevin Magnussen   | Haas-Ferrari         | 69         | +1 kör         | 9        |         | 6    |
| 8        | 14       | Fernando Alonso   | McLaren-Renault      | 69         | +1 kör         | 11       |         | 4    |
| 9        | 55       | Carlos Sainz Jr.  | Renault              | 69         | +1 kör         | 5        |         | 2    |
| 10       | 8        | Romain Grosjean   | Haas-Ferrari         | 69         | +1 kör         | 10       |         | 1    |
| 11       | 28       | Brendon Hartley   | Toro Rosso-Honda     | 69         | +1 kör         | 8        |         |      |
| 12       | 27       | Nico Hülkenberg   | Renault              | 69         | +1 kör         | 13       |         |      |
| 13       | 31       | Esteban Ocon      | Force India-Mercedes | 69         | +1 kör         | 17       |         |      |
| 14       | 11       | Sergio Pérez      | Force India-Mercedes | 69         | +1 kör         | 18       |         |      |
| 15       | 9        | Marcus Ericsson   | Sauber-Ferrari       | 68         | +2 kör         | 14       |         |      |
| 16       | 35       | Szergej Szirotkin | Williams-Mercedes    | 68         | +2 kör         | 19       |         |      |
| 17       | 18       | Lance Stroll      | Williams-Mercedes    | 68         | +2 kör         | boxutca  |         |      |
| ki       | 2        | Stoffel Vandoorne | McLaren-Renault      | 49         | sebességváltó  | 15       |         |      |
| ki       | 33       | Max Verstappen    | Red Bull-TAG Heuer   | 5          | erőforrás      | 7        |         |      |
| ki       | 16       | Charles Leclerc   | Sauber-Ferrari       | 0          | felfüggesztés  | 16       |         |      |

Megjegyzés:
- ↑ 1:  — Valtteri Bottas utólag 10 másodperces időbüntetést kapott Daniel Ricciardo kilökéséért. Helyezését ez nem befolyásolta.[5]

## A világbajnokság állása a verseny után
| H   | Versenyzők       | Pont | H   | Konstruktőrök        | Pont |
| --- | ---------------- | ---- | --- | -------------------- | ---- |
| 1.  | Lewis Hamilton   | 213  | 1.  | Mercedes             | 345  |
| 2.  | Sebastian Vettel | 189  | 2.  | Ferrari              | 335  |
| 3.  | Kimi Räikkönen   | 146  | 3.  | Red Bull-TAG Heuer   | 223  |
| 4.  | Valtteri Bottas  | 132  | 4.  | Renault              | 82   |
| 5.  | Daniel Ricciardo | 118  | 5.  | Haas-Ferrari         | 66   |
| 6.  | Max Verstappen   | 105  | 6.  | Force India-Mercedes | 59   |
| 7.  | Nico Hülkenberg  | 52   | 7.  | McLaren-Renault      | 52   |
| 8.  | Kevin Magnussen  | 45   | 8.  | Toro Rosso-Honda     | 28   |
| 9.  | Fernando Alonso  | 44   | 9.  | Sauber-Ferrari       | 18   |
| 10. | Sergio Pérez     | 30   | 10. | Williams-Mercedes    | 4    |

(A teljes táblázat)

## Statisztikák
- Vezető helyen:
  - Lewis Hamilton: 56 kör (1-25 és 40-70)
  - Sebastian Vettel: 14 kör (26-39)
- Lewis Hamilton 77. pole-pozíciója és 67. futamgyőzelme.
- Daniel Ricciardo 13. versenyben futott leggyorsabb köre.
- A Mercedes 81. futamgyőzelme.
- Lewis Hamilton 126., Sebastian Vettel 106., Kimi Räikkönen 99. dobogós helyezése.
- A Sahara Force India utolsó versenye ezen a néven.[6]